# Christopher Ogu
Christopher Ogu – nigeryjski piłkarz grający na pozycji napastnika. W swojej karierze grał w reprezentacji Nigerii.

## Kariera klubowa
W swojej karierze piłkarskiej Ogu grał w klubie Bendel Insurance FC.

## Kariera reprezentacyjna
W 1978 roku Ogu został powołany do reprezentacji Nigerii na Puchar Narodów Afryki 1978. Wystąpił w nim w trzech meczach: grupowych z Ghaną (1:1) i z Zambią (0:0), w półfinałowym z Ugandą (1:2) i o 3. miejsce z Tunezją (2:0). Z Nigerią zajął 3. miejsce w tym turnieju.